# Giovanni Damasceno
Giovanni Damasceno (In greco: Άγιος Ιωάννης ο Δαμασκηνός, in arabo يوحنا ابن ﺳﺮﺟﻮﻥ‎?, Yuḥannā ibn Sarjūn; Damasco, 670 o 680 – Betlemme, 4 dicembre 749) è stato un teologo siriano di fede cristiana.
Figlio di Sarjūn ibn Manṣūr e nipote di Manṣūr - il primo della famiglia ad assumere alte responsabilità amministrative sotto il governo omayyade del califfo Muʿāwiya ibn Abī Sufyān e dei suoi due primi successori - è venerato come santo dalla Chiesa cattolica e dalla Chiesa ortodossa. Papa Leone XIII lo ha dichiarato Dottore della Chiesa nel 1890.

## Biografia

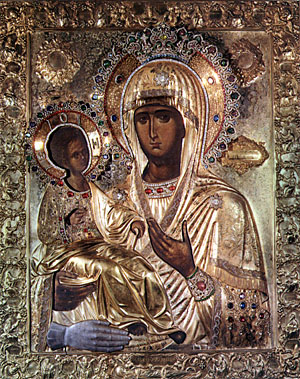
Icona della Vergine Tricherusa

In giovane età, per le sue doti intellettuali e grazie alla posizione della sua famiglia, divenne consigliere del Califfo della sua città che, in un'epoca caratterizzata da convivenza e tolleranza religiosa in Palestina, lo nominò responsabile dell'amministrazione (ḥāǧib) a Damasco dove era ritenuto amico dell'Islam.
Caduto in disgrazia presso il suo protettore, fu processato per tradimento e gli venne amputata la mano destra poi ricresciuta miracolosamente in quanto dottore della chiesa; reinsediato, decise poi di allontanarsi da Damasco. L'amicizia con Cosma, un monaco siciliano rimpatriato come schiavo a Damasco, determinò in lui la decisione di ritirarsi come eremita assieme al fratello Cosma di Maiuma, futuro vescovo di Ma'lula. Si fece monaco al monastero Mar Saba, tra Betlemme e Gerusalemme, dove fu fatto presbitero e assunse l'incarico di predicatore titolare nella Basilica del Santo Sepolcro a Gerusalemme.
Predicò e scrisse moltissimo, guadagnandosi la fama di "san Tommaso d'Oriente" e morì secondo la tradizione nel 749. Secondo altre fonti, ecclesiastiche e non, sarebbe nato nel 650 ed avrebbe vissuto quasi cento anni.
La sua opera principale è il De Fide Orthodoxa, ma è ricordato anche il De haeresibus sulle eresie del Cristianesimo. Impegnato contro l'iconoclastia decretata dall'imperatore di Costantinopoli Leone III nel 726, le sue tesi prevalgono, insieme a quelle di san Germano di Costantinopoli, nel Secondo concilio di Nicea (787, dopo la sua morte).

Nella Dialectica (cap. 43) Giovanni dà una definizione di "persona" che completa quella di Severino Boezio: 
Le sue opere influenzarono numerosi religiosi e scrittori, tra i quali Giovanni Esarca. Fra esse è particolarmente nota la Laudatio sanctae Barbarae, lunga omelia riguardante una santa per strana coincidenza festeggiata nello stesso giorno del santo Damasceno (4 dicembre).

## Il contrasto all’iconoclastia
È ritenuto il più importante difensore della figurazione cristiana con i tre "Discorsi apologetici" contro l'iconoclastia, il primo "teologo dell'immagine". Nei tre Discorsi del Damasceno l’operatività della immagine emerge a tutti i livelli della realtà e si impone come analogia fondamentale per la comprensione del mondo.
Riguardo al divieto contenuto nel Libro dell'Esodo, che proibiva agli Ebrei di rappresentare le persone e di rendere culto idolatra a quelle rappresentazioni, il Damasceno, a difesa delle immagini sacre, si oppose osservando che il divieto dell’Antico Testamento si riferiva agli Ebrei, ma non ai cristiani. Il divieto ha un carattere eminentemente didattico, perché in altre parti della Sacra Scrittura troviamo passi dal significato totalmente opposto. Dio, per esempio, ordina di adornare il tempio e l’Arca dell’alleanza con le sculture dei cherubini. Quindi il divieto del libro dell’Esodo non ha il carattere definitivo e non si applica ai cristiani, che si trovano in una situazione completamente diversa da quella degli Ebrei dell’Antico Testamento: i cristiani conoscono il volto di Dio, che si è rivelato e fatto uomo, con un volto umano nella persona di Gesù Cristo.
Gli iconoclasti lo vilipesero e lo condannarono anche dopo la sua scomparsa; ma i Padri del Concilio di Nicea II nel 787 lo inclusero ripetutamente fra gli eroici campioni della Fede.

## Culto
Fatto santo e Dottore della Chiesa, è ricordato tradizionalmente il 4 dicembre (con memoria facoltativa), nel Nuovo Calendario del Concilio Vaticano II; per chi segue la Messa tridentina la sua ricorrenza è il 27 marzo.
Sull'amputazione della mano nasce una leggenda devozionale molto diffusa: Giovanni avrebbe offerto la mano tagliata ad un'immagine della Madonna, senza chieder nulla. Dall'icona sarebbe uscita una mano della Vergine, che avrebbe riattaccato l'arto offeso. Allora Giovanni fece applicare all'icona una mano votiva d'argento. Col successo delle tesi del Santo, crebbe anche la fama di questa Madonna con tre mani, detta Tricherusa, frequente nell'iconografia ortodossa, di cui si conserva una copia presso il Monastero di Hilandar, a Monte Athos, repubblica monastica in territorio greco.
Una grande immagine di san Giovanni Damasceno si trova nella chiesa di San Blandano di Bronte, ai piedi dell'Etna, dove è ritratto nella pala destra dell'altare con tre braccia, due protese a venerare la Vergine, una nell'atto di scrivere.

## Opere

Ioannis Damasceni Opera, 1603

- Fons cognitionis, opera composta da tre parti:
  - Dialectica;
  - De haeresibus;
  - De fide orthodoxa.
- Discorsi in difesa delle immagini sacre;
- Sacra parallela;
- De natura composita contra Acephalos;
- De fide contra Nestorianos;
- Adversus Nestorianos;
- Dialogus contra Manichaeos;
- Laudatio sanctae Barbarae.

Di lui ci sono inoltre pervenuti alcuni inni sacri e diverse omelie.

## Opere a stampa
Le opere di Giovanni Damasceno furono fatte tradurre in latino da papa Eugenio III.
- De fide orthodoxa. In hoc opere contenta. Theologia Damasceni quatuor libris explicata, etc.. Interprete Iacobo Fabro Stapulensi: interiecta Iudoci Clichtouei Neoportuensis explantione, 1512.

### Opere apocrife
A San Giovanni Damasceno è attribuita la traduzione in greco di una leggenda ispirata alla vita di Buddha. Circolò nella cristianità come "storia di Barlaam e Josaphat". Gli studiosi moderni sono concordi nel ritenere che si tratti di un testo apocrifo.